# Bejtar Jeruzalém FC
Bejtar Jeruzalém FC je izraelský fotbalový klub z Jeruzaléma, hrající v první lize. Byl založen v roce 1936 a patří mezi přední izraelské kluby. Jeho domovským hřištěm je Stadion Teddy ve čtvrti Malcha v jihozápadním Jeruzalémě s kapacitou 31 733 diváků (po rekonstrukci).
Klub byl založen v roce 1936 členy jeruzalémské pobočky mládežnické organizace revizionistického sionismu Bejtar. V období britské vlády nad mandátní Palestinou byli někteří hráči týmu členy zakázaných židovských teroristických organizací Irgun a Lechi. Tyto organizace byly rovněž ideově propojeny s pravicovým hnutím revizionistického sionismu. Fanoušci týmu si postupně zajistili kontroverzní pověst v izraelské fotbalové kultuře. Neoficiálně prosluli jako podporovatelé politické strany Likud a dalších pravicových organizací.
Fanoušci klubu neblaze prosluli svým antiarabským a antiislámským rasismem. Tým je jediným týmem první izraelské ligy, za který nikdy nehrál Arab. Nicméně za tým hráli čtyři muslimové, kteří ale současně nebyli Arabové.

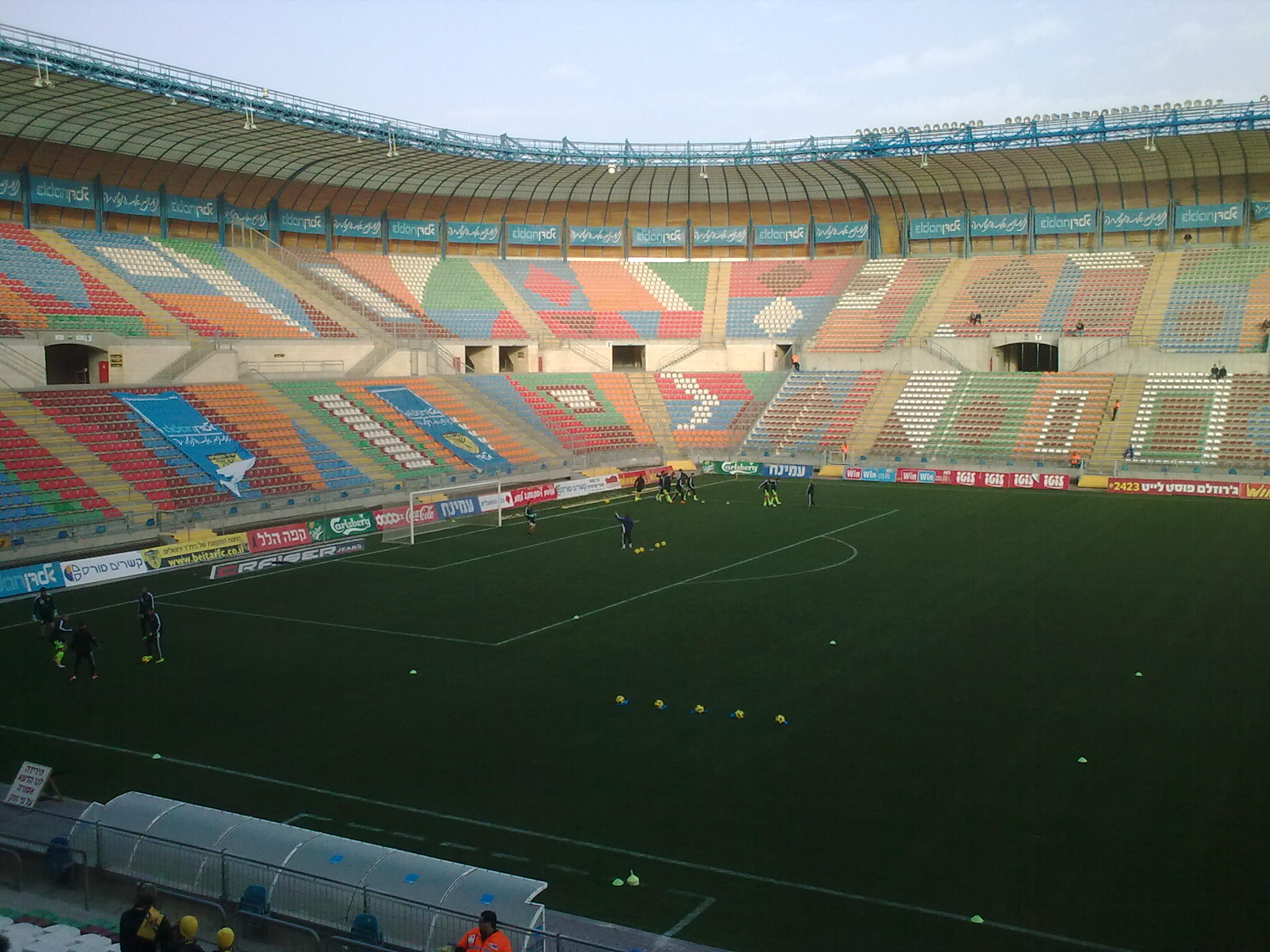
Teddy Kollek Stadium

## Historie
Klub byl založen v roce 1936 členy jeruzalémské pobočky mládežnické organizace revizionistického sionismu Bejtar. V období britské vlády nad mandátní Palestinou byli někteří hráči týmu členy zakázaných židovských teroristických organizací Irgun a Lechi. Tito hráči byli v roce 1944 britskou správou internováni v Africe. V srpnu 1947 Britové zakázali v Palestině hrát všem sportovním klubům Bejtar. Tým se proto přejmenoval. Během první arabsko-izraelské války v roce 1948 byl jeden hráč týmu zabit Brity, když se snažil dostat na jejich základnu.
Po vyhlášení izraelské nezávislosti v květnu 1948 se tým vrátil ke svému názvu Bejtar Jeruzalém. V roce 1954 se tým probojoval do Ligy Leumit. Nicméně hned v první sezóně opět spadli do nižší Ligy Alef. Do první Ligy Leumit se opět dostali až v roce 1968. V sezóně 1971/72 skončili na druhém místě ligy. V roce 1974 fanoušci týmu Bejtar během zápasu s Hapoel Petah Tikva FC vnikli na hřiště a napadli hráče soupeře. Po tomto incidentu dostal tým trest, že příští utkání musí hrát na cizím stadionu a bez fanoušků. Tento trest později klub dostal ještě mnohokrát. Týmu dokonce hrozil trest nuceného sestupu. Do jeho vykonání ale vstoupili poslanci Ehud Olmert (Likud) a Josi Sarid (Ma'arach). Ti nechali trest zvrátit a současně obviňovali Izraelskou fotbalovou asociaci z korupce.
V sezóně 1974/75 tým poprvé hrál finále Izraelského národního poháru, nicméně prohrál. V následující sezóně se opět dostali do finále, ve kterém porazili tým Maccabi Tel Aviv. Poprvé v historii tak vyhráli tento pohár. V roce 1976 také poprvé vyhráli Izraelský super pohár. Ve finále porazili tým Hapoel Beer Ševa FC. Až do konce sedmdesátých let se tým umísťoval na předních příčkách ligy, a to hlavně díky formě záložníka Uriho Malmiliana. Nicméně v roce 1979 se Malmilian zranil a byl vyřazen ze hry až do roku 1981. V té době se klub propadl až na dno tabulky. Po sezóně 1979/80 tak tým sestoupil do Ligy Artzit. V další sezóně se však do první ligy vrátili.
V září 1981 v zápase proti Maccabi Tel Aviv rozhodčí Avraham Klein dopomohl sérií špatných rozhodnutí k vítězství Maccabi Tel Aviv. To vyprovokovalo řádění tisíců nespokojených fanoušků Bejtaru. Klub byl potrestán a následovalo vyšetřování. Rozhodčí Klein dostal napomenutí a pro vlastní bezpečí už nikdy znovu nepískal v zápase Bejtaru. Sezóna 1982/83 bývá v Bejtaru označována za „šílenou“. Po prvních čtyřech zápasech byl suspendován trenér Elijahu Ofer. Následně bylo během sezóny obměněno sedm členů vedení klubu a postupně vystřídáno pět trenéru. Po nich byl Ofer povolán zpět. Tým přebíral v polovině sezóny na 16. místě tabulky. Do konce sezóny ovšem klub zazářil sérií dvanácti neproher a skončil na osmé příčce.
Zde je třeba vysvětlit, že tradičně jako pobočka hnutí Bejtar byl klub řízen členy strany Cherut a později Likud. Členové strany byli často jmenováni stranickým aparátem do role manažerů fotbalových klubů strany, aby jim poskytli manažerské školení, než se pustí do politické arény. Tento proces trval do roku 1999. Touto stranickou cestou šel například bývalý izraelský prezident Re'uven Rivlin.
V roce 1985 se hlavním manažerem klubu stal Dror Kaštan. V témže roce tým vyhrál pohár Lilian. V roce 1986 tým podruhé v historii vyhrál Izraelský super pohár. V sezóně 1986/87 nuceně hráli domácí zápasy na stadionu Bloomfield v Tel Avivu. V této sezóně poprvé dobyli ligové vítězství. Nejlepšími střelci byli Uri Malmilian a Eli Ohana. Kaštan poté přestoupil do týmu Maccabi Haifa.
V sezóně 1988/89 se Kaštan k týmu vrátil a klub opět vyhrál národní pohár, a to znovu díky formě Uriho Malmiliana. Následně Kaštan znovu odešel. Následující sezóny byly pro tým špatné. V roce 1990 znovu sestoupili do Ligy Artzit. Kaštan se k týmu opět vrátil v roce 1993 a v jeho návratové sezóně v Lize Leumit zvítězili a ligu vyhráli. Tým vyhrál 22 z 33 ligových zápasů, což byl rekord. Z hráčů zářili Ronen Harazi a Eli Ohana. Po sezóně Kaštan opět tým opustil (již počtvrté).
Další ligové vítězství si tým připsal v sezóně 1996/97. V roce 1999 přestala strana Likud tým podporovat. Jediným přímo zapojeným politikem zůstal Ehud Olmert. V tomto roce došlo k historicky prvnímu prodeji klubu. Koupil ho Yaakov Ben Gur. Krátce poté ale tým odkoupil izraelský podnikatel Gad Zeevi.
Po prodeji klubu měl management více zdrojů na nákup hráčů. Novým trenérem se stal Eli Guttman. Ten s týmem v roce 2000 vyhrál Shalom Cup. Nicméně následující roky byly pro tým špatné z důvodu množících se obvinění z finančních machinací. To vedlo až k vyhlášení bankrotu. 
Špatné situaci týmu pomohl až izraelsko-ruský podnikatel Arkadij Gajdamak, který tým koupil v roce 2005. Podnikatel přišel s velkým rozpočtem a ve velkém nakupoval nové hráče. Trenérem se stal Luis Fernández. V roce 2007 vyhráli nejvyšší ligu Ligat ha'Al. V následující sezóně klub vyhrál ligu i národní pohár. Arkadij Gajdamak později tvrdil, že klub koupil pro jeho obrovskou fanouškovskou základnu. Gajdamak se totiž angažoval v izraelské politice a v roce 2008 kandidoval na starostu Jeruzaléma. Ve volbách obdržel ale jen 3,6 % hlasů. Po prohře ve volbách měl Gajdamak tým finančně odříznout. Gajdamak v roce 2012 uspořádal přátelský zápas v Čečensku, kde upsal dva muslimské hráče. Ti následně nastoupili za Bejrat Jeruzalém, ve kterém do té doby muslimové nikdy nehráli. To se setkalo s radikálním odmítnutím týmových ultras La Familia. Ultras na hráče skandovali rasistická hesla a urážky, označovali je za Araby, pískali na ně a vedli proti nim štvavou kampaň. Vše vyústilo v masové bojkoty zápasů fanoušky a ve žhářský útok na kancelář vedení klubu. Rasističtí fanoušci z týmu vyštvali i toho času kapitána, izraelského brankáře Ari'ela Haruše. Ten se jako jeden z mála hráčů týmu coby kapitán muslimských spoluhráčů zastal. Ultras ho poté označovali za zrádce a skandovali urážky i proti němu. Haruš následně přestoupil do týmu Hapoel Tel Aviv FC. Po celospolečenské kauze rasismu se Gajdamak rozhodl tým prodat.
V roce 2013 tým koupil Eli Tabib, který se zavázal zaplatit finanční dluhy týmu. V roce 2015 s trenérem stal Slobodan Drapić. Pod jeho vedením se tým poprvé od roku 2007 vrátil do Evropské ligy UEFA.
V květnu 2018 tým vydal prohlášení, ve kterém uvedl, že plánuje oficiální změnu názvu týmu na Bejtar Trump Jeruzalém FC. Chtěli tak vzdát poctu americkému republikánskému prezidentovi Donaldu Trumpovi. Jedním z důvodů bylo to, že Trump podpořil přesunutí americké ambasády z Tel Avivu do Jeruzaléma, čímž uznal Jeruzalém za hlavní město Izraele.
V srpnu 2018 tým odkoupil podnikatel Moše Hogeg. Během nákupů do týmu přibyl Tal Ben Chajim. Moše Hegog chtěl změnit image klubu, aby nebyl vnímán rasisticky a protiarabsky. V roce 2020 proto začal vyjednávat o prodeji poloviny vlastnického podílu klubu. O podíl měl mít zájem šajch Hamad bin Chalífa Nahaján, člen vládnoucího klanu Spojených arabských emirátů. Nicméně jednání zkrachovala v roce 2022. Hegog byl po celou dobu vyjednávání masově urážen týmovými ultras a bylo vyhrožováno jemu i členům jeho rodiny. V roce 2022 proto Hegog přestal do klubu investovat a nabídl ho k prodeji. Klub brzy neměl zdroje na vyplácení platů hráčů a některé během sezóny propustil. Ostatní hráči a zaměstnanci klubu souhlasili s razantním snížením platu. Eli Ohana následně odešel z managementu klubu. V témže roce policie zabavila veškerý majetek Hegoga pro podezření z finančních machinací. Jak se ukázalo, klub měl mít v té době milionové dluhy. Poslanec za stranu Likud Nir Barkat následně zahájil sbírku na pomoc klubu. V srpnu 2022 byl tým prodán izraelskému podnikateli Barakovi Abramovovi, který se zavázal splatit dluhy.
V roce 2023 tým po osmé v historii vyhrál národní pohár.